# مک‌لارن اف۱
مک‌لارن اف۱ (به انگلیسی: McLaren F1) یک خودروی اسپورت است که توسط شرکت خودروسازی مک‌لارن طراحی و ساخته شده‌است.

نشان مک‌لارن اف۱

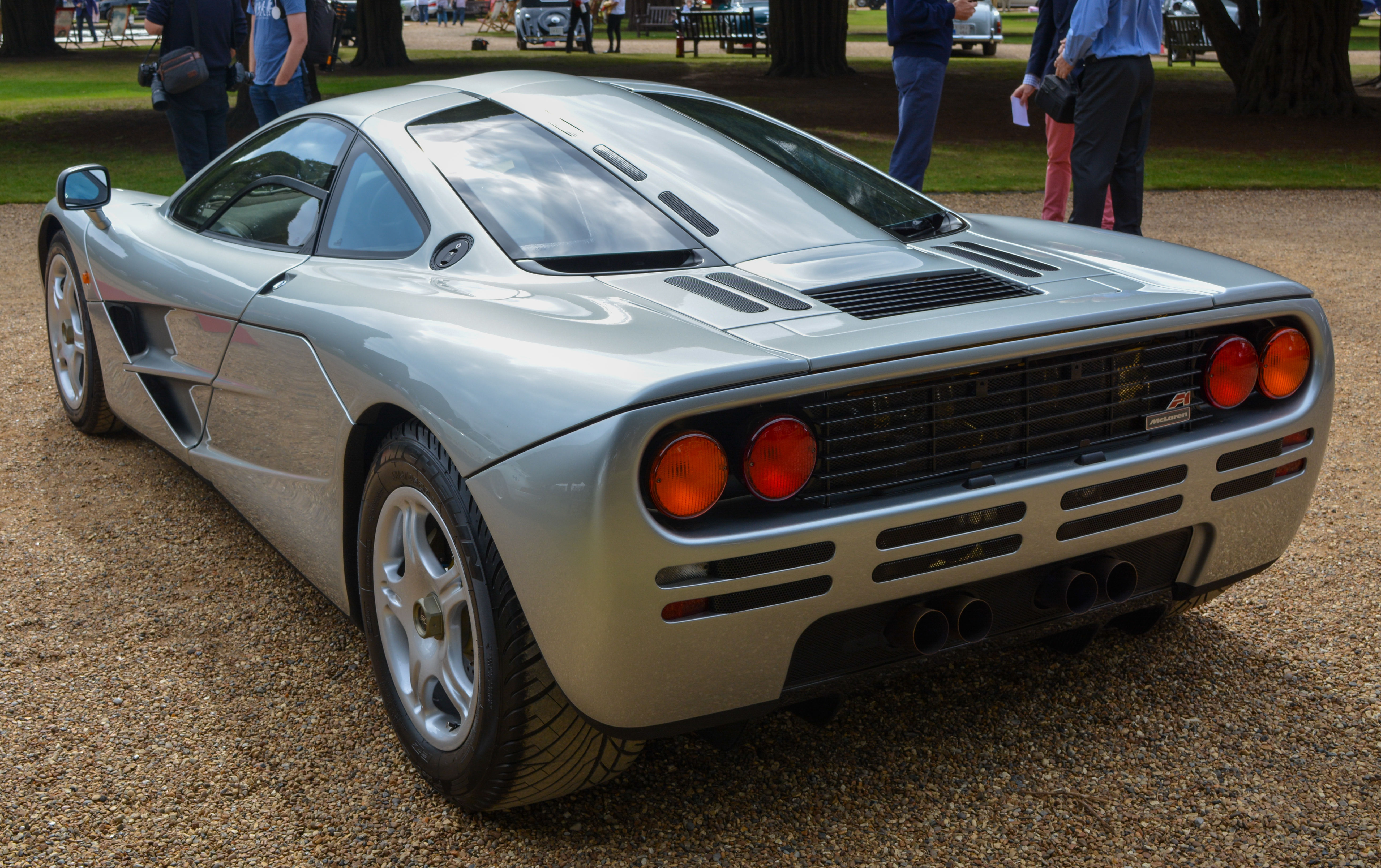
نمای عقب

این خودرو در اصل ساخته شده توسط گوردون موری است. او ران دنیس را متقاعد به برگشتن به پروژه کرد و وی را با پیتر استیونس برای طراحی خارجی خودرو درگیر کرد. مک‌لارن اف۱ با ثبت حداکثر سرعت ۳۸۷ کیلومتر بر ساعت (۳۹۱ کیلومتر بر ساعت در رکوردگیری غیررسمی) در زمان خود، سریع‌ترین خودروی خیابانی جهان بود. این خودرو طراحی‌ها و فناوری‌های متعدد و منحصر به فردی دارد که می‌توان به نکات زیر اشاره کرد.
سبک‌تر و دارای یک ساختار ساده‌تر از خودروهای مدرن اسپرت است.
دارای یک صندلی در مرکز خودرو بوده و در پشت دو صندلی برای سرنشینان پشتی است.
فراهم نمودن دید بهتر راننده به نسبت صندلی‌های معمولی.
در مجموع، ۱۰۶ اتومبیل، با برخی از تغییرات در طراحی تولید شد.
مک‌لارن اف۱ دارای پیشرانه ۱۲ سیلندر با حجم ۶٫۱ لیتر با بلوک آلومینیومی بود که توسط شرکت ب‌ام‌و ساخته شد.
قدرت این پیشرانه ۶۱۸ اسب بخار در دور موتور ۷۴۰۰ rpm است.